# Ralph Assheton, 1. Baron Clitheroe
Ralph Assheton, 1. Baron Clitheroe Bt, KCVO, PC, DL, JP, KStJ (* 24. Februar 1901; † 18. September 1984) war ein britischer Politiker der Conservative Party, der unter anderem zwischen 1935 und 1955 Mitglied des Unterhauses (House of Commons), von 1942 bis 1943 Finanzsekretär des Schatzamtes (Financial Secretary to the Treasury) sowie zwischen 1944 und 1946 Vorsitzender der Conservative Party war. 1955 wurde er als Baron Clitheroe in den erblichen Adelsstand erhoben und gehörte damit bis zu seinem Tode dem Oberhaus (House of Lords) als Mitglied an. Er fungierte ferner zwischen 1971 und 1976 als Lord Lieutenant der Grafschaft Lancashire.

## Leben
Assheton, Sohn von Sir Ralph Cockayne Assheton, 1. Baronet und dessen Ehefrau Mildred Estelle Sybella Master, besuchte das renommierte Eton College und begann danach ein Studium am Christ Church der University of Oxford, das er 1923 mit einem Master of Arts (M.A.) beendete. 1925 erhielt er seine anwaltliche Zulassung als Barrister bei der Anwaltskammer (Inns of Court) von Inner Temple. Er war zwischen 1927 und 1939 als Börsenmakler und Mitglied an der London Stock Exchange tätig und wurde zudem 1934 Friedensrichter (Justice of the Peace) der Grafschaft Lancashire.
Am 14. November 1935 wurde Assheton für die Conservative Party erstmals zum Mitglied des Unterhauses (House of Commons) gewählt und vertrat dort zunächst bis zum 5. Juli 1945 den Wahlkreis Rushcliffe. Während dieser Zeit fungierte er zwischen 1936 und 1938 als Parlamentarischer Privatsekretär beim Minister für öffentliche Arbeiten. In der Kriegsregierung von Premierminister Neville Chamberlain wurde er 1939 Parlamentarischer Staatssekretär im Arbeitsministerium (Parliamentary Secretary to the Minister of Labour) und behielt dieses Amt bis zum 4. Februar 1942 auch in der Kriegsregierung von Premierminister Winston Churchill. Im Anschluss übernahm er zwischen Februar 1942 und Dezember 1943 den Posten als Parlamentarischer Staatssekretär im Versorgungsministerium (Parliamentary Secretary to the Minister of Supply), ehe er vom 7. Februar 1943 bis zum 29. Oktober 1944 Finanzsekretär im Schatzamt (Finance Secretary of the Treasury) war. 1944 wurde er Mitglied des Geheimen Kronrates (Privy Council).
Assheton löste 1944 Thomas Dugdale, 1. Baron Crathorne als Vorsitzender (Chairman) der Conservative Party ab und übte diese Funktion bis zu seiner Ablösung durch Frederick Marquis, 1. Baron Woolton 1946 aus. Er wurde am 31. Oktober 1945 erneut Mitglied des Unterhauses, in dem er nunmehr bis zum 23. Februar 1955 den Wahlkreis City of London vertrat. Bei der Wahl vom 23. Februar 1950 wurde er für die konservativen Tories abermals zum Mitglied des House of Commons gewählt und vertrat in diesem bis zum 26. Mai 1955 den Wahlkreis Blackburn West.
Nach seinem Ausscheiden aus dem Unterhaus wurde Assheton am 20. Juni 1955 als Baron Clitheroe, of Downham in the County of Lancaster, in den erblichen Adelsstand der Peerage of the United Kingdom erhoben und gehörte damit bis zu seinem Tode dem Oberhaus (House of Lords) als Mitglied an. 1955 wurde er zudem Deputy Lieutenant (DL) der Grafschaft Lancashire. Beim Tod seines Vaters am 21. September 1955 erbte er auch dessen Adelstitel als 2. Baronet, of Downham in the County of Lancaster, und war zwischen 1956 und 1970 auch Vize-Lord Lieutenant der Grafschaft Lancashire. Am 22. Februar 1962 löste er den am 17. Oktober 1961 verstorbenen Harry Crookshank, 1. Viscount Crookshank als High Steward der Westminster Abbey ab und bekleidete dieses Ehrenamt bis zu seinem Tode. Er war ferner Fellow der Society of Antiquaries of London (FSA). 1971 wurde er Nachfolger von Hervey Rhodes, Baron Rhodes als Lord Lieutenant der Grafschaft Lancashire und übte diesen Posten bis 1976 aus, woraufhin Simon Towneley seine Nachfolge antrat. 1972 wurde er zudem Ritter (Knight) des Order of Saint John (KStJ) sowie 1977 zum Knight Commander des Royal Victorian Order (KCVO) geschlagen.
Assheton war seit dem 24. Januar 1924 bis zu seinem Tode mit Sylvia Benita Frances Hotham verheiratet, einer Tochter von Frederick William Hotham, 6. Baron Hotham. Aus dieser Ehe gingen zwei Töchter und zwei Söhne hervor. Die älteste Tochter Anne Assheton verstarb am 22. Dezember 1924 kurz nach der Geburt, während die zweite Tochter mit dem konservativen Unterhausabgeordneten Marcus Worsley verheiratet war. Der älteste Sohn Ralph John Assheton erbte nach seinem Tode den Titel als 2. Baron Clitheroe sowie als 3. Baronet. Sein jüngster Sohn Nicholas Assheton war Börsenmakler, Wirtschaftsmanager sowie Schatzmeister von Queen Elizabeth The Queen Mother bis zu deren Tode 2002.